# Tiberius Claudius Apollinaris
Tiberius Claudius Apollinaris (vollständige Namensform Tiberius Claudius Tiberi filius Quirina Apollinaris) war ein im 1. Jahrhundert n. Chr. lebender Angehöriger des römischen Ritterstandes (Eques).
Durch zwei Militärdiplome, die auf den 8. September 79 datiert sind, ist belegt, dass Apollinaris 79 Kommandeur der Ala I Thracum Victrix war, die zu diesem Zeitpunkt in der Provinz Noricum stationiert war.
Apollinaris war in der Tribus Quirina eingeschrieben.